# Тре Валони (Кампобасо)
Тре Валони је насеље у Италији у округу Кампобасо, региону Молизе.
Према процени из 2011. у насељу је живело 29 становника. Насеље се налази на надморској висини од 564 м.